# Институт белорусской культуры
Институт белорусской культуры, сокращённо — Инбелку́льт (бел. Інстытут беларускай культуры — Інбелкульт) — первая белорусская научная организация, существовавшая в 1922—1928 и реорганизованная в Белорусскую Академию Наук.

## История
В феврале 1921 года при Наркомате просвещения БССР была создана Научно-терминологическая комиссия, в задачи которой входила разработка научной терминологии на белорусском языке. Параллельно готовился устав научно-исследовательского учреждения, который был готов к ноябрю.
30 января 1922 года на базе Научно-терминологической комиссии был образован Институт белорусской культуры. Первым председателем Инбелкульта был назначен Степан Михайлович Некрашевич. В 1925 году его сменил Всеволод Макарович Игнатовский, который также стал первым президентом Инбелкульта с учреждением этой должности в 1927 году. Среди первых работников Инбелкульта были Евфимий Фёдорович Карский, Вацлав Устинович Ластовский, Иосиф Юрьевич Лёсик, Иван Доминикович Луцевич (Янка Купала), Константин Михайлович Мицкевич (Якуб Колас), Антон Антонович Гринцевич, Аркадий Антонович Смолич, Николай Васильевич Азбукин.
25 июля 1924 года был утверждён устав Инбелкульта, в соответствии с которым он был объявлен высшей государственной научной организацией БССР, основными задачами которой являлись организация изучения общественных наук и координация всей научной работы в БССР.
В 1924 году в Инбелкульте была проведена реорганизация, были созданы секции: историко-археологическая, белорусского языка и литературы (с комиссией по реформе правописания), белорусского искусства (председатель Язеп Дыла, секретарь Николай Щекотихин, с подсекциями: музейной, театральной и изобразительного искусства), изучения революционного движения (с комиссией по созданию биографического словаря революционеров), этнографическая, правовая (с терминологической комиссией). Кроме того, работало несколько постоянных научных комиссий: словарная, терминологическая, литературная, библиографическая, по изучению природных производительных сил, по охране памятников древности, искусства и природы. К 1926 году были основаны также природоведческая, медицинская и сельскохозяйственная секции. 16 февраля 1925 года при Инбелкульте была открыта Библиотека Института Белорусской культуры. В 1927 году при Инбелкульте была открыта аспирантура. 29 июня 1927 года Инбелкульт был вновь реорганизован. Были созданы два отдела — гуманитарный, а также природы и хозяйства. Вместо секций были созданы кафедры.
В 1920-е годы основным направлением деятельности Инбелкульта были исследования в области истории, археологии, лингвистики, литературоведения и этнографии. С созданием в 1924 году земельно-геологической комиссии активизировались исследования в области почвоведения и геологии. Активно работала медицинская секция Инбелкульта, включавшая 65 сотрудников.
В 1926 году Инбелкульт был выведен из подчинения Наркомпроса БССР и был переподчинён СНК. С июля 1926 года велась подготовка к преобразованию Инбелкульта в Академию наук, для чего была проведена реорганизация 1927 года. 13 октября 1928 года было принято решение о преобразовании Инбелкульта в Белорусскую Академию Наук.
К 28 апрелю 1928 года в Инбелкульте работало 115 человек.
За время работы Инбелкульт выпускал журнал «Наш край» и «Запіскi аддзела гуманітарных навук», «Запіскi аддзела прыроды i народнай гаспадаркi».
Изданы труды:
- «Беларуская навуковая тэрміналогія» (вып. 1-24, 1922—1930)
- «Белорусско-российский словарь» Н. Байкова и С. Некрашевича (1925)
- «Четырёхсотлетие белорусской печати» (1926)
- «Социалистическое движение в Белоруссии в прокламациях 1905 года» (1927)
- «Белорусская этнография в исследованиях и материалах» (кн. 1-5, 1926—1928)
- «Материалы по изучению флоры и фауны Белоруссии» (т.1-2, 1927—1928)
- «Опыт лингвистической географии Белоруссии» П. Бузука (1928)
- «Белорусский архив» (т. 1-2, 1927—1928)
- «Труды и материалы по истории и археологии Белоруссии» (кн. 1-3, 1926—1927)
- «Труды первой Всебелорусской почвоведческой конференции 1924 года» (1926)
- «Нарысы гісторыi беларуская літаратуры» М. Пиятуховича (1928)
- «Нарысы з гісторыi беларускага мастацтва» Н. Щекотихина (1928)